# Azie Tesfai

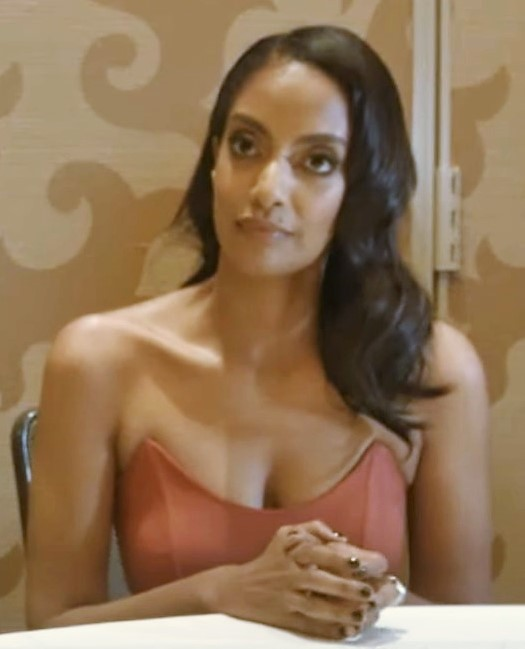
Azie Tesfai, 2019

Azie Tesfai (* 20. Dezember 1992 in Los Angeles, Kalifornien) ist eine US-amerikanische Schauspielerin. Bekanntheit erlangte sie vor allem durch ihre Rollen aus den Serien Jane the Virgin und Supergirl.

## Frühere Jahre
Azie Tesfai wurde als einzige Tochter eritreischer Immigranten in Los Angeles geboren, wo sie auch aufwuchs. Ihrer Mutter wäre beinahe ein Stipendium für eine Krankenschwesterstelle verwehrt geblieben. Nachdem allerdings eine Mitbewerberin schwanger wurde, durfte sie in die USA einreisen. Im Alter von zehn Jahren besuchte Tesfai erstmals die Heimat ihrer Eltern in Äthiopien. Heute reist sie häufig zwischen beiden Orten hin und her. In Kalifornien besuchte sie die University of California, Berkeley, die sie mit einem Abschluss in Business Administration verließ. Während ihrer Zeit an der Universität begann sie parallel zu ihrem Studium für Rollen vorzusprechen und nahm überdies Schauspielunterricht.
Tesfai ist Gründerin von Fortuned Culture, worunter sie eigenhändig designten Schmuck verkauft, dessen Erlös wohltätigen Zwecken und Non-Profit-Organisationen zugutekommt. Mit ihren Serienkollegen aus Jane the Virgin unterstützte sie zudem die Organisation A Place Called Home, die Kindern aus gestörten Elternhäusern ein kostenloses Zuhause bietet.

## Karriere
Ab 2006 war Tesfai in der Telenovela Wicked Wicked Games erstmals vor der Kamera zu sehen, das direkt in einer Hauptrolle. Bis 2007 stand sie für 30 Episoden der Serie vor der Kamera. 2009 war sie in der Filmkomödie Rosencrantz and Guildenstern Are Undead als Zadeska in einer Nebenrolle zu sehen und übernahm im selben Jahr eine kleine Rolle in der Serie Melrose Place, in der sie als Krankenschwester Mandy auftrat. Nach Auftritten in einigen Fernsehfilmen war sie ab 2011 unter anderem in Law & Order: Special Victims Unit, Harry’s Law, Breakout Kings, Franklin & Bash, Home & Family und Royal Pains in Gastrollen zu sehen. Ab 2014 war sie als Nadine Hanson in der Serie Jane the Virgin in einer Nebenrolle zu sehen, die sie bis 2016 darstellte.
Nach Jane The Virgin trat Tesfai in den Serien Silicon Valley, Powers, Rosewood, Superstore, The Real O’Neals, Navy CIS: L.A. und The Kominsky Method auf. 2019 übernahm sie als Sara eine Nebenrolle im Horrorfilm The Witch Next Door. Im selben Jahr übernahm sie als Kelly Olsen eine Nebenrolle in der vierten Staffel von Supergirl. Mit Beginn der fünften Staffel wurde sie Teil der Hauptbesetzung der Serie.

## Filmografie (Auswahl)
- 2006–2007: Wicked Wicked Games (Fernsehserie, 30 Episoden)
- 2007: Sands of Oblivion – Das verfluchte Grab (Sands of Oblivion) (Fernsehfilm)
- 2008: The Cleaner (Fernsehserie, Episode 1x11)
- 2009: Rosencrantz and Guildenstern Are Undead
- 2009: Sutures
- 2009–2010: Melrose Place (Fernsehserie, 3 Episoden)
- 2010: Acts of Violence
- 2010: Nathan vs. Nurture (Fernsehfilm)
- 2011: Law & Order: Special Victims Unit (Fernsehserie, Episode 13x04)
- 2012: Harry’s Law (Fernsehserie, Episode 2x15)
- 2012: Breakout Kings (Fernsehserie, 2 Episoden)
- 2012: This American Housewife (Fernsehserie, Episode 1x01)
- 2014: Franklin & Bash (Fernsehserie, 4 Episoden)
- 2014–2016: Jane the Virgin (Fernsehserie, 21 Episoden)
- 2015: Home & Family (Fernsehserie, eine Episode)
- 2015: Royal Pains (Fernsehserie, Episode 7x01)
- 2015: Me Him Her
- 2015: A Kind of Magic
- 2016: Silicon Valley (Fernsehserie, Episode 3x05)
- 2016: Powers (Fernsehserie, 2 Episoden)
- 2016: Rosewood (Fernsehserie, Episode 2x06)
- 2016: Superstore (Fernsehserie, Episode 2x07)
- 2017: The Real O’Neals (Fernsehserie, Episode 2x13)
- 2027: Ghosted (Fernsehserie, Episode 1x07)
- 2017–2018: Navy CIS: L.A. (NCIS: Los Angeles, Fernsehserie, 2 Episoden)
- 2018: The Kominsky Method (Fernsehserie, 2 Episoden)
- 2019: The Witch Next Door (The Wretched)
- 2019–2021: Supergirl (Fernsehserie, 39 Episoden)
- 2021: A Million Little Things (Fernsehserie, 3 Episoden)
- 2024: Seattle Firefighters – Die jungen Helden (Station 19, Fernsehserie, 2 Episoden)
- 2024: Bel-Air (Fernsehserie, 3 Episoden)
- 2025: Matlock (Fernsehserie, Episode 1x16)